# NGC 4363
NGC 4363 في الفهرس العام الجديد، هي مجرة، تقع في كوكبة التنين. اكتشفت في 10 ديسمبر 1797 بواسطة ويليام هيرشل.

## روابط خارجية
- NGC 4363 على موقع ويكي سكاي: DSS2, SDSS, GALEX, IRAS, Hydrogen α, X-Ray, Astrophoto, Sky Map, Articles and images